# Liste der denkmalgeschützten Objekte in Malta (Kärnten)
Die Liste der denkmalgeschützten Objekte in Malta enthält die 11 denkmalgeschützten, unbeweglichen Objekte der Gemeinde Malta in Kärnten.

## Denkmäler
| Foto |                 | Denkmal                                                                              | Standort                                | Beschreibung | Metadaten |
| ---- | --------------- | ------------------------------------------------------------------------------------ | --------------------------------------- | --- | --- |
| ja   | Datei hochladen | Kath. Filialkirche hll. Katharina und Leonhard HERIS-ID: 75522 Objekt-ID: 89014      | Dornbach Standort KG: Dornbach          | Die kleine spätgotische Kirche mit in die Hangschräge gebautem Langhaus und gerade geschlossenem Chor wurde um 1460 errichtet und erhielt 1863 einen Dachreiter. Die Malereien im Inneren sind aus der Bauzeit. Der bemerkenswerte, von Johann Benedikt Fromiller gefasste Hauptaltar hat ein Mittelbild hl. Katharina von 1463. | BDA-Hist.: Q1412791 Status: § 2a Stand der BDA-Liste: 2025-06-30 Name: Kath. Filialkirche hll. Katharina und Leonhard GstNr.: .62 Filialkirche Dornbach (Malta)         |
| ja   | Datei hochladen | Schloss Dornbach HERIS-ID: 35444 Objekt-ID: 34203                                    | Dornbach 23 Standort KG: Dornbach       | Das bemerkenswerte Wasserschloss, ein kubischer dreigeschoßiger Bau des 15./16. Jahrhunderts, ist aus dem Wohngebäude einer Burg hervorgegangen. Das Schloss hat Spitzbogenportale, abgefaste steinerne Fenstergewände und Kassettendecken. | BDA-Hist.: Q2240635 Status: Bescheid Stand der BDA-Liste: 2025-06-30 Name: Schloss Dornbach GstNr.: .1/1 Schloss Dornbach                                               |
| ja   | Datei hochladen | Hochbrücke über die Maltaschlucht HERIS-ID: 94197 Objekt-ID: 109333                  | bei Brandstatt 35 Standort KG: Malta    | Die Hochbrücke über die Maltaschlucht stammt vermutlich aus dem 16. Jahrhundert und ist eine der letzten erhaltenen gedeckten Holzbrücken Kärntens. | BDA-Hist.: Q37763743 Status: § 2a Stand der BDA-Liste: 2025-06-30 Name: Hochbrücke über die Maltaschlucht GstNr.: 1476/1, 1469/1, 1469/6 Hochbrücke Maltaschlucht       |
| ja   | Datei hochladen | Ruine Sonnenburg (Feistritzschlössel) HERIS-ID: 14210 Objekt-ID: 10439               | nördlich Feistritz 7 Standort KG: Malta | Die seit Ende des Mittelalters verfallene romanische Burg kann vor 1345 als Castrum Sunnenbergk iuxta Mallantin Fluvium nachgewiesen werden. Der Turm mit den noch bis fünf Meter hohen Mauern stammt aus dem 11. oder 12. Jahrhundert. | BDA-Hist.: Q37742578 Status: Bescheid Stand der BDA-Liste: 2025-06-30 Name: Ruine Sonnenburg (Feistritzschlössel) GstNr.: 1041, 1044 Ruine Sonnenburg (Malta, Kärnten)  |
| ja   | Datei hochladen | Evang. Pfarrkirche A.B. mit Friedhof HERIS-ID: 53678 Objekt-ID: 61685                | bei Fischertratten 4 Standort KG: Malta | Die kleine barockklassizistische Kirche wurde 1790 errichtet. Musikempore, Kanzelaltar und Taufbecken stammen aus der Bauzeit. | BDA-Hist.: Q1380704 Status: § 2a Stand der BDA-Liste: 2025-06-30 Name: Evang. Pfarrkirche A.B. mit Friedhof GstNr.: .3/1, 178/2 Evangelische Kirche Fischertratten      |
| ja   | Datei hochladen | Kath. Pfarrkirche Maria Hilf Assumptio HERIS-ID: 54274 Objekt-ID: 62464              | bei Malta 52 Standort KG: Malta         | Die Kirche mit massigem Turm nördlich des eingezogenen Chors und spätgotisch profiliertem Westportal wurde in mehreren Etappen vom 13. bis Ende des 15. Jahrhunderts errichtet. Außen und innen wurden Fresken aus der Bauzeit freigelegt. Der Hochaltar mit Opfergangsportalen ist von 1782. | BDA-Hist.: Q1253234 Status: § 2a Stand der BDA-Liste: 2025-06-30 Name: Kath. Pfarrkirche Maria Hilf Assumptio GstNr.: .51/1 Pfarrkirche Malta (Kärnten)                 |
| ja   | Datei hochladen | Friedhof und Wehrmauer HERIS-ID: 94188 Objekt-ID: 109323                             | Malta Standort KG: Malta                | Die schindelgedeckte Friedhofsmauer ist wohl eine ehemalige Wehrmauer. Ein Wandgemälde beim Eingangstor ist mit 1639 bezeichnet. | BDA-Hist.: Q63986136 Status: § 2a Stand der BDA-Liste: 2025-06-30 Name: Friedhof und Wehrmauer GstNr.: 705 Pfarrkirche Malta (Kärnten) - Friedhof                       |
| ja   | Datei hochladen | Karner HERIS-ID: 57849 Objekt-ID: 68165                                              | Malta Standort KG: Malta                | Der Karner ist ein romanischer Rundbau des 12. Jahrhunderts, im Gewölbe sind Fresken aus dem 14. Jahrhundert. | BDA-Hist.: Q63986135 Status: § 2a Stand der BDA-Liste: 2025-06-30 Name: Karner GstNr.: .51/2 Pfarrkirche Malta (Kärnten) - Karner                                       |
| ja   | Datei hochladen | Alter Pfarrhof HERIS-ID: 35834 Objekt-ID: 34644                                      | Malta 74a Standort KG: Malta            | Der Pfarrhof ist ein zweigeschoßiger kubischer Bau aus dem 17. Jahrhundert mit frühbarockem Fassadendekor und Walmdach. | BDA-Hist.: Q37967307 Status: § 2a Stand der BDA-Liste: 2025-06-30 Name: Alter Pfarrhof GstNr.: .52 Pfarrhof Malta (Kärnten)                                             |
| ja   | Datei hochladen | Burgruine Ödenfest (auch Malenthein, Rau(c)henfest) HERIS-ID: 23885 Objekt-ID: 20253 | östlich Malta 142 Standort KG: Malta    | Die Burgruine Ödenfest befindet sich über Malta in 1000 Meter Höhe. Ihre erste urkundliche Erwähnung fand die Burg zwischen 1075 und 1090. Im 12. Jahrhundert kam sie an die Grafen von Heunburg. Im 14. Jahrhundert war die Burg bereits verfallen. Heute sind nur mehr ein acht Meter langer Mauerzug und Mauerreste erhalten. | BDA-Hist.: Q15793092 Status: Bescheid Stand der BDA-Liste: 2025-06-30 Name: Burgruine Ödenfest (auch Malenthein, Rau(c)henfest) GstNr.: 737/1, 737/2 Burgruine Ödenfest |
| ja   | Datei hochladen | Bauernhaus, Grojkeusche HERIS-ID: 35835 Objekt-ID: 34645                             | Maltaberg 18 Standort KG: Maltaberg     | Die Grojkeusche ist am Dachstuhl mit 1774 bezeichnet. Sie ist das letzte im originalen Zustand erhaltene Beispiel des einst für das Lieser- und Maltatal typischen längteiligen Einhofes. Das eingeschoßige Breitgiebelhaus mit Kniestock, Nagelschindeln und gedeckten Pfettenstuhldach besitzt an der bergseitigen Giebelfront eine Hocheinfahrt in das Scheunenobergeschoß. Eine Rauchstubenwohnung, ein Hofraum, Viehställe, die Scheune und die Dreschtenne sind unter einem First vereinigt. In der Rauchstube ist noch die typische Einrichtung erhalten. | BDA-Hist.: Q37967324 Status: Bescheid Stand der BDA-Liste: 2025-06-30 Name: Bauernhaus, Grojkeusche GstNr.: .94/1 Grojkeusche                                           |